# Ливингстън (планина)
Ливигстън или Кипенгере (на английски: Kipengere Range, Livingstone Mountains) е планина в южната част на Танзания, простираща се на около 240 km покрай североизточния бряг на езерото Малави (Няса). Ширината ѝ е до 100 km в централните части. Състои се от няколко паралелни хребета, простиращи се от северозапад на югоизток. На северозапад, в района на град Мбея, седловина, висока около 1700 m, я отделя от планината Порото, а на североизток, в района на град Макумбаку, седловина, висока около 1600 m – от платото Ухехе. На югоизток завършва до тектонската долина на река Рухуху, а на югозапад със стръмни склонове се спуска към брега на езерото Малави. Изградена е предимно от гранити и гнайси. Максималните височини са на северозапад – връх Мторви (2961 m) и връх Рунгве (2961 m). От планината водят началото си реките Голяма Руаха и Киломберо (леви притоци на Руфиджи) и река Рухуху, вливаща се в езерото Малави. Склоновете ѝ, получаващи до 2000 mm валежи годишно, пренасяни от летните мусони, са покрити със савани и гори, които през сухия сезон са безлистни. Най-високите части са заети от планински степи. Планината е наименувана в чест на видния британския изследовател на Африка Дейвид Ливингстън.